# Requienella
Requienella — рід грибів родини Requienellaceae. Назва вперше опублікована 1883 року.